# Adrian Schiess
Pour les articles homonymes, voir Schiess.
Adrian Schiess, né le 3 août 1959 à Zurich (Suisse), est un peintre et installateur suisse.

## Biographie
Adrian Schiess suit un apprentissage de graphiste de 1976 à 1980 et reçoit de nombreux prix et bourses en tant que jeune artiste. Il travaille à l'intersection de l'art minimal et de la peinture monochrome.
Les peintures de Schiess vont au-delà du design de la surface de l'image et se transforment en une installation colorée en reflétant l'espace environnant sur la surface de l'image. L'architecture de l'espace d'exposition fait partie de l'œuvre et crée des effets complètement différents sur les surfaces des images.
Adrian Schiess présente des surfaces plates, peintes en douceur et monochromes sur des panneaux de particules industriels, qui sont présentées détachées du mur au sol ou adossées au mur. Les premières œuvres ont été créées grâce à un processus de peinture soigneusement élaboré et créent ainsi l’impression d’une production industrielle.
Depuis le début des années 1990, Adrian Schiess utilise des panneaux en aluminium, des panneaux sandwich à âme en nid d'abeille et pratiquement plus de panneaux de particules. La peinture est pulvérisée par des professionnels. Des œuvres photographiques ont également été créées sous forme de tirages à l'huile de brome ou avec une imprimante à jet d'encre. En 1992, Adrian Schiess participe à la documenta IX à Kassel.
Adrian Schiess choisit les couleurs et détermine la taille des supports d'images. Adrian Schiess a conçu le concept de couleurs du centre sportif de Davos conçu par l'agence Gigon Guyer, inauguré en 1996. Il vit et travaille à Zurich et au Locle.

## Récompenses et distinctions
- 1981, 1985 et 1988 : Prix fédéral des beaux-arts
- 1983 : Bourse de la ville de Zurich
- 1988 : Bourse d'études et de travail du canton de Zurich
- 1996 : Prix de la Fondation des Arts graphiques de Suisse

## Littérature
- Matthias Haldemann, [et al.], Adrian Schiess, Bernhard Schobinger, Annelies Štrba, Sammlung Graber, catalogue d'exposition, Kunsthaus Zug. Arnoldsche, Stuttgart, 2015  (ISBN 978-3-89790-447-7).